# Мерфи, Джош
Джошуа Мерфи (англ. Joshua Murphy; родился 24 февраля 1995 года в Лондоне, Англия) — английский футболист, вингер клуба «Портсмут».

## Клубная карьера
С 2006 года Джош воспитывался в системе клуба «Норвич Сити». За эту команду молодой игрок дебютировал в кубковом матче в 2012 году. В английской Премьер-лиге Джош дебютировал 2 ноября 2013 года в матче против «Манчестер Сити». Всего в сезоне 2013/14 он принял участие в девяти матчах первенства страны. Следующий сезон Джош начал в составе «Норвич Сити» и принял участие в тринадцати матчах английского чемпионата, забил один гол. В марте 2015 года он был арендован клубом «Уиган Атлетик» и провёл за него пять встреч.

## Международная карьера
Джош выступал за юношескую сборную Англии, сейчас он является членом молодёжной сборной страны.

## Личная жизнь
Брат-близнец Джоша, Джейкоб — тоже футболист. Братья вместе выступали за «Норвич Сити».